# Psecadium
Psecadium es un género de foraminífero bentónico de estatus incierto, aunque considerado un sinónimo posterior de Glandulina de la Subfamilia Glandulininae, de la Familia Glandulinidae, de la Superfamilia Polymorphinoidea, del Suborden Lagenina y del Orden Lagenida. Su especie-tipo era Psecadium ellipticum. Su rango cronoestratigráfico abarca desde el Eoceno hasta el Oligoceno.

## Discusión
Clasificaciones previas incluían Psecadium en la Superfamilia Nodosarioidea.

## Clasificación
Psecadium incluye a las siguientes especies:
- Psecadium acuminatum †
- Psecadium ellipticum †
- Psecadium elongatum †
- Psecadium nussdorfense †
- Psecadium ovatum †
- Psecadium simplex †
- Psecadium subovatum †